# Antoni Bassas

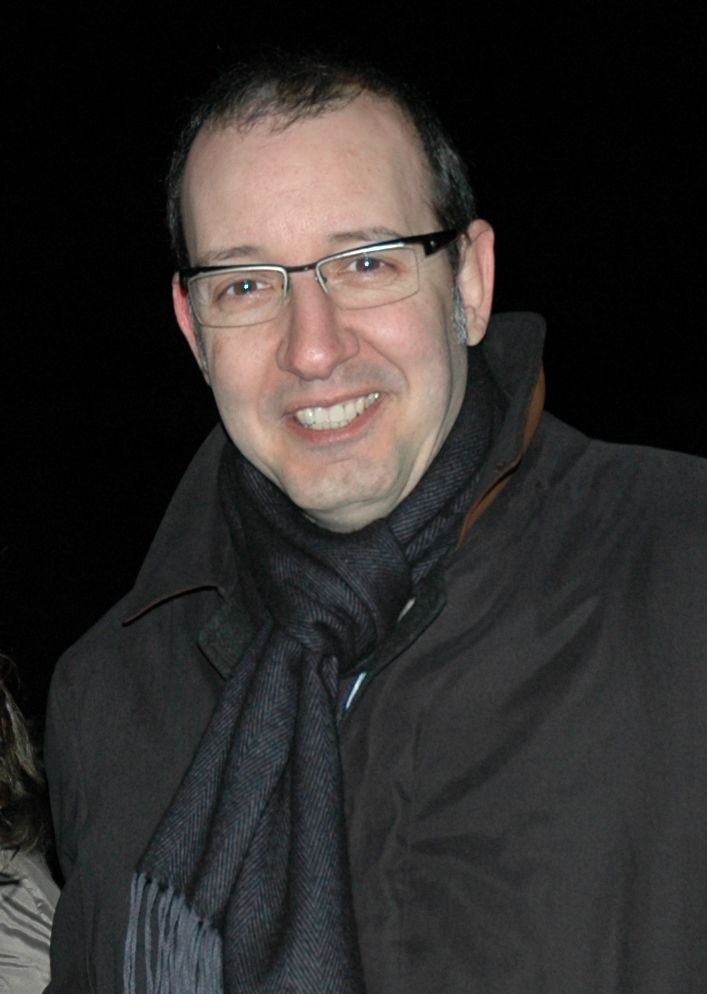
Antoni Bassas.

Antoni de Pàdua Bassas i Onieva (Barcelona - 1961) es un periodista catalán que ha trabajado y trabaja principalmente en su lengua materna, formando parte actualmente del equipo directivo del periódico catalán Ara. 
Nacido en el barrio de Gracia de Barcelona, empezó a trabajar en la radio con tan sólo 16 años, en la emisora Ràdio Joventut. Posteriormente se licenció en Ciencias de la Información por la Universidad Autónoma de Barcelona (UAB). Ha desarrollado toda su carrera en Cataluña. Bassas ha obtenido grandes éxitos de audiencia e importantes premios, incluido un Ondas. En 2020 se hizo oficial que haría parte de la candidatura de Víctor Font para la presidencia del Fútbol Club Barcelona como vicepresidente de club, pero en las elecciones celebradas el 7 de marzo de 2021, Joan Laporta fue elegido como presidente, descartando la opción de Bassas como parte de la institución catalana.

## Radio
En 1978, a los dieciséis, empezó colaborar en Radio Juventud de Barcelona, pasando a trabajar en Ràdio Barcelona en 1981. dirigiendo los programas “Àrea de gol” y “El Contestador”. Ese mismo año se integra en el equipo de retransmisiones del programa "Futbol en català", dirigido por el periodista Joaquim María Puyal. A su lado participará, durante 14 años, en más de 800 retransmisiones deportivas de los partidos del Fútbol Club Barcelona. Hasta 1985 el programa se emite por Radio Barcelona y, a partir de ese año, en Catalunya Ràdio.
Las retransmisiones deportivas le dan la oportunidad de conocer a los grandes deportistas del FC Barcelona, conocer países, y vivir mil y una experiencias que narrará en el libro “A un pam de la glòria” (A un palmo de la gloria), que escribe como memorias de sus catorce años a pie de campo.
Sin abandonar Catalunya Ràdio, en 1995 dio un giro a su carrera cambiando las retransmisiones deportivas por la información general, social y política dirigiendo y presentando con gran éxito el programa estrella de la emisora El Matí de Catalunya Ràdio (La mañana de Catalunya Ràdio), 14 años consecutivos de liderazgo de audiencia en Cataluña, con puntas de casi medio millón de oyentes diarios.
Durante esos 14 años entrevista a los presidentes González, Aznar y Zapatero, así como diversas personalidades como el dalái lama, Mijaíl Gorbachov o Woody Allen. Durante esas 14 temporadas, Bassas emite su programa desde Madrid, Valencia, Bilbao, San Sebastián, París, Londres, Roma, Fráncfort del Meno, Berlín, Nueva York, Guadalajara (México), Quito, Maputo, Marrakech, entre otras ciudades.
El 27 de junio de 2008, Antoni Bassas manifiesta que al final de la temporada (18 de julio) abandona la dirección y presentación del mismo debido a la falta de acuerdo con la dirección de la emisora a la hora de planificar la renovación.

## Televisión
En 1995 era ya un periodista de gran popularidad, no solo por sus retransmisiones deportivas junto a Puyal, sino también por su exitoso paso por la televisión.
Entre 1988 y 1991 presenta en TV3, la televisión autonómica de Cataluña, el programa concurso “Tres pics i repicó”. Entre 1992 y 1993 presenta, en la misma cadena, el programa de debates “Polèmic”. 
Ha sido guionista de los programas televisivos “El joc del segle”, “La Lloll” y “El show de la Diana”, todos con un marcado sentido del humor.
En 1999 codirige y presenta “Aquest any, Cent!”, una serie de programas de gran audiencia que repasan la historia del FC Barcelona, que ese año celebra su centenario, y por el que pasan los personajes más importantes del club para explicar sus vivencias y anécdotas.
En 2002 dirige y presenta en TV3 “A contracorrent”, una serie de entrevistas en profundidad a personajes de fama mundial.
Durante el año 2009 sigue colaborando con el programa "El Club" de TV3.
Justo después de las elecciones presidenciales norteamericanas de 2008, Bassas fue designado corresponsal de TV3 en Estados Unidos, en substitución de Albert Elfa. Llevó a cabo este cargo hasta el 30 de junio de 2013, momento en que fue substituido por Esteve Soler.
Durante la temporada 2013-2014, Antoni Bassas colabora con el magacín de tardes Divendres ("viernes" en castellano), de la cadena pública catalana TV3.

## Prensa escrita
Bassas se implicó con el periódico Ara desde el nacimiento de éste, como articulista y accionista.
Después de su etapa como corresponsal de TV3 en Washington D. C., se incorporó en el verano de 2013 en el equipo directivo de dicho periódico. Es el director audiovisual y, a partir de marzo de 2014, dirigió y presentó un programa de televisión en línea llamado AraBassas.

## Premios y distinciones recibidas
- Premio Ondas 1997 por el espacio de humor "Alguna pregunta més?"
- Premio Òmnium Cultural (1998) al programa "El Matí de Catalunya Ràdio".
- Premio Nacional de Periodismo (2001), otorgado por la Generalidad de Cataluña.
- Premio Fundación Lluís Carulla (2004) por su trabajo en la radio como modelo de firmeza y tolerancia.
- Premio Nacional de Radiodifusión (2005), otorgado por la Generalidad de Cataluña.
- Premio al mejor periodista deportivo (1999) por el programa de TV3 "Aquest any, cent!"
- Premio al Mejor Profesional (2001), por el conjunto de su trayectoria, otorgado por la Ràdio Associació de Catalunya.
- Premio Protagonistas (2008)
- Premio Josep Pla de Novela (2018)[2]